# Sisyphi Cavi
I Sisyphi Cavi sono una formazione geologica della superficie di Marte.